# پاناسونیک لومیکس دی‌ام‌سی-اف‌زد۵۰
پاناسونیک لومیکس دی‌ام‌سی-اف‌زد۵۰ (به انگلیسی: Panasonic Lumix DMC-FZ50) یک دوربین عکاسی ساخت شرکت پاناسونیک است.